# Edouard Van Vlaenderen
Edouard Charles Van Vlaenderen, né à Gand le 29 mars 1868 et y décédé le 13 février 1958 fut un homme politique belge, membre du Parti ouvrier belge.

## Biographie
Van Vlaenderen s'établit en 1895 à Ostende, où il travailla comme machiniste dans les ateliers de l'État. Il fut vendeur du journal socialiste Vooruit et plus tard aussi l'hebdomadaire De Noordstar. Il fonda la Ligue des dockers ostendais et fut membre de la section ostendaise de la Centrale des métallurgistes de Belgique, ainsi que du Bond Moyson, mutualité d'Ostende, dont il fut trésorier par la suite. Il fut cofondateur en 1904 et administrateur-général de De Noordstar, ainsi que de De Rode Vloot, SM Open Haard, la société de crédit Eigen Haard (1921) et l'Office coopératif belge.

Il fut élu conseiller communal d'Ostende (1921-38) et en fut échevin de l'État Civil et du Port (1933-38); il fut élu successivement député (1919-21) et sénateur (1921-46). Pendant la Première Guerre mondiale, il fit partie du comité local d'Aide et d'Alimentation et dans le comité de combat contre la tuberculose. Il fut aussi président de la commission de la minque d'Ostende, de la caisse de pensions et de la caisse auxiliaire pour les victimes de mer. Il fit partie du Haut Conseil de la Pêche en Mer et du Comité de Protection des Logements des Ouvriers et des institutions de Soins d'Ostende et fut administrateur de L'Armement ostendais et de l'Œuvre de Mlle Godtschalck.
Il fut créé commandeur de l'ordre de Léopold II.

## Sources
- sa Bio sur ODIS